# Eurocódigo

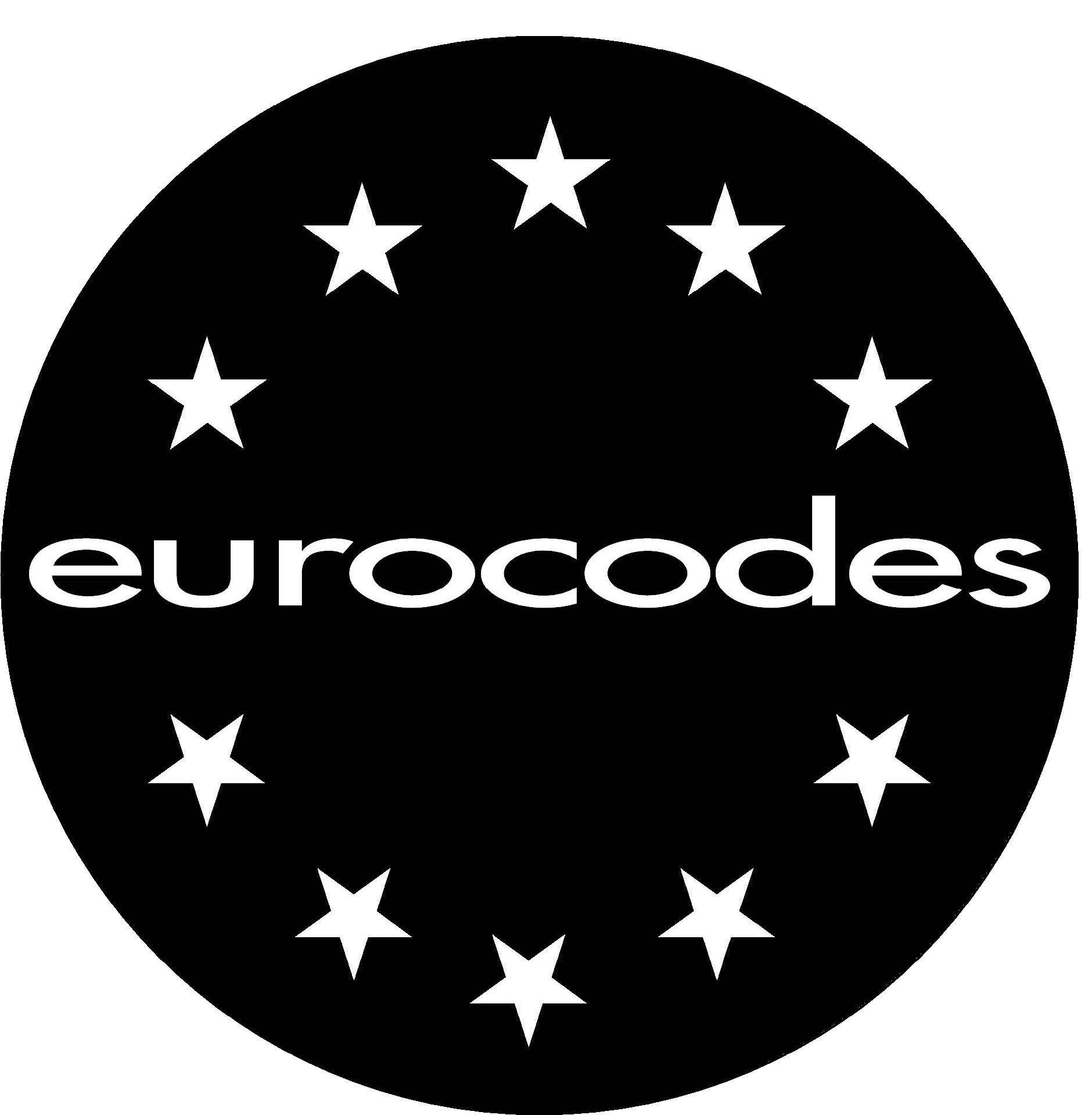
Logo de los eurocódigos.

Los Eurocódigos estructurales son un conjunto de normas europeas para la ingeniería de carácter voluntario, redactadas por el Comité Europeo de Normalización (CEN) y que pretenden unificar criterios y normativas en las materias de diseño, cálculo y dimensionado de estructuras y elementos prefabricados para edificación.

## Aplicación
Los Eurocódigos pueden ser utilizados en los países europeos en sustitución de las normativas nacionales. Para ello debe de cumplirse el Eurocódigo y además un Documento Nacional de Aplicación (DNA) que indica las particularidades que debe seguirse en cada país para aplicarlo. Por ejemplo, aunque el Eurocódigo 2 permite soportes verticales de hormigón con un canto de 200 mm, en España el Documento Nacional de Aplicación del Eurocódigo 2 no permite cantos menores a 250 mm. En España es el Comité Técnico 140 de AENOR el encargado de su incorporación como normas UNE.

## Lista de Eurocódigos
Los Eurocódigos redactados son los siguientes:
- Eurocódigo 0: Bases de Diseño Estructural (EN 1990).
- Eurocódigo 1: Acciones sobre las Estructuras (EN 1991).
- Eurocódigo 2: Diseño de Estructuras de Hormigón (EN 1992).
- Eurocódigo 3: Diseño de Estructuras de Acero (EN 1993).
- Eurocódigo 4: Diseño de Estructuras Mixtas de Acero y Hormigón (EN 1994).
- Eurocódigo 5: Diseño de Estructuras de Madera (EN 1995).
- Eurocódigo 6: Diseño de Estructuras de Fábrica (EN 1996).
- Eurocódigo 7: Diseño Geotécnico (EN 1997).
- Eurocódigo 8: Diseño Sísmico de Estructuras (EN 1998).
- Eurocódigo 9: Diseño de Estructuras de Aluminio (EN 1999).

## Bases de los eurocódigos
Las directrices de los eurocódigos se dividen en «Principios» y «Reglas». Los principios comprenden afirmaciones generales para los que no existe elección alternativa y por tanto deben ser satisfechos por todo proyecto al eurocódigo, también comprenden requerimientos técnicos y modelos analíticos obligatorios. Por otro lado las reglas de aplicación por el contrario son recomendaciones o procedimientos que siguen los principios pero para los cuales pueden considerarse procedimientos alternativos, siempre y cuando satisfagan los principios al mismo nivel que las reglas recomendadas por el propio eurocódigo.
En cuanto a las bases de cálculo más propiamente dicha los eurocódigo siguen el método de los estados límites. Los estados límite incluyen aspectos como la capacidad resistente, la funcionalidad y la durabilidad.